# Lakagígar
«  Laki (cratères) » redirige ici. Pour les autres significations, voir Laki.
Les Lakagígar, toponyme islandais signifiant littéralement en français « les cratères du Laki », aussi appelés Laki par métonymie, sont un ensemble de plus de cent cratères volcaniques du Sud de l'Islande alignés sur 27 kilomètres de longueur le long d'une fissure volcanique ouverte de part et d'autre du Laki, un volcan antérieur à la formation des cratères. Il s'agit du même système volcanique que le Grímsvötn situé plus au nord-est sous le Vatnajökull.
Ils se sont formés au cours d'une éruption débutée en 1783, appelée Skaftáreldar, en français « feux de la Skaftá », et considérée comme la plus importante éruption lavique des temps historiques. Cette éruption eut d'importantes conséquences en Islande, à l'origine d'une importante famine, la Móðuharðindin, ainsi que dans le reste de l'Europe.

## Géographie

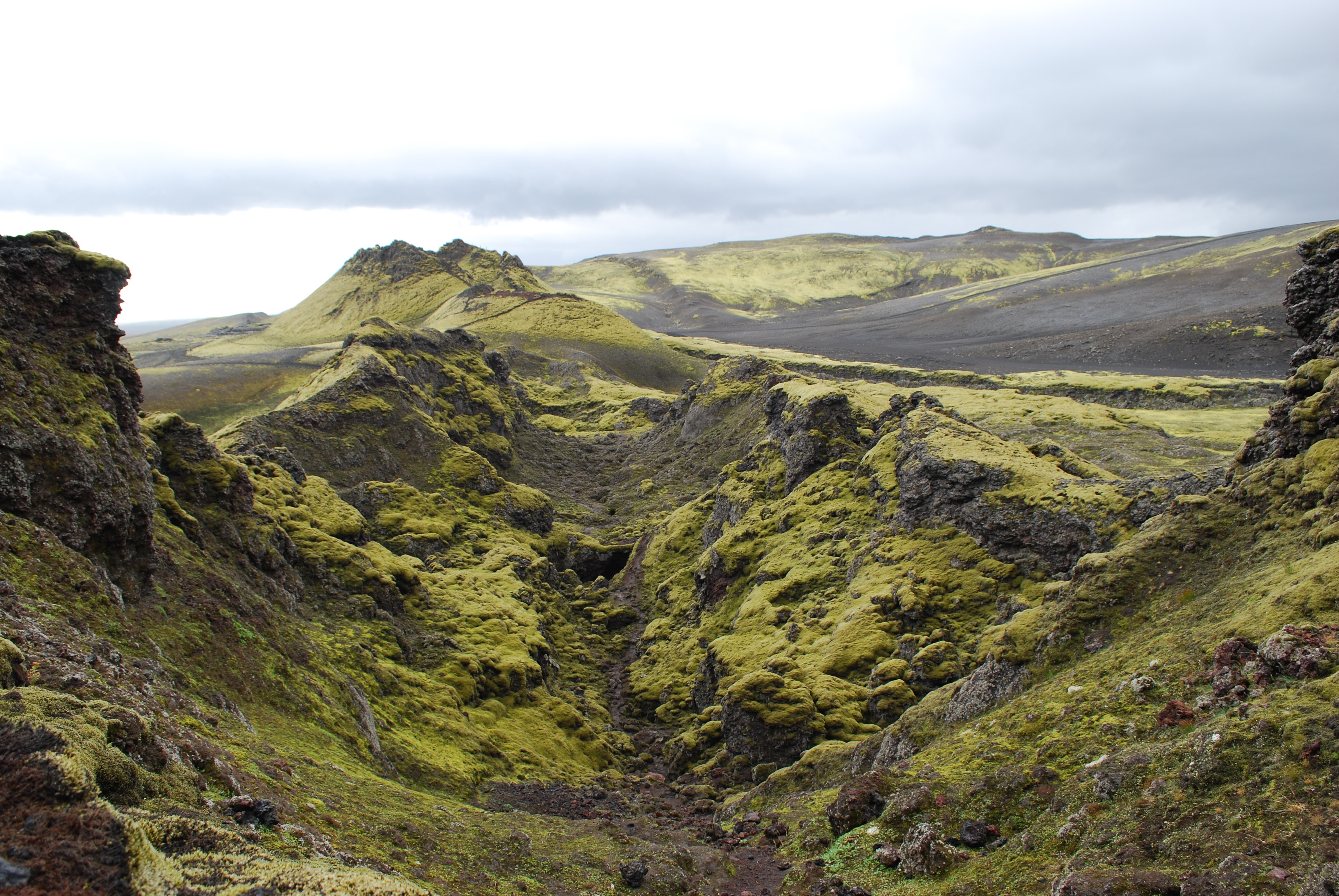
Vue de l'intérieur de la fissure volcanique.

Entre les glaciers Mýrdalsjökull et Vatnajökull, il y a une zone de fissures en direction sud-ouest à nord-est. Sur une distance de 27 km, on trouve 115 cratères qui émirent 14 km3 de lave basaltique et rejetant de l'acide fluorhydrique et du dioxyde de soufre entre 1783 et 1784, causant l'une des éruptions volcaniques les plus importantes du dernier millénaire, avec des conséquences catastrophiques pour l'Islande et de très importantes perturbations météorologiques en Europe. Elle est aussi la deuxième éruption la plus importante des temps historiques juste après celle d'Eldgjá (au Xe siècle) qui fait partie du système volcanique du Katla .

## Histoire

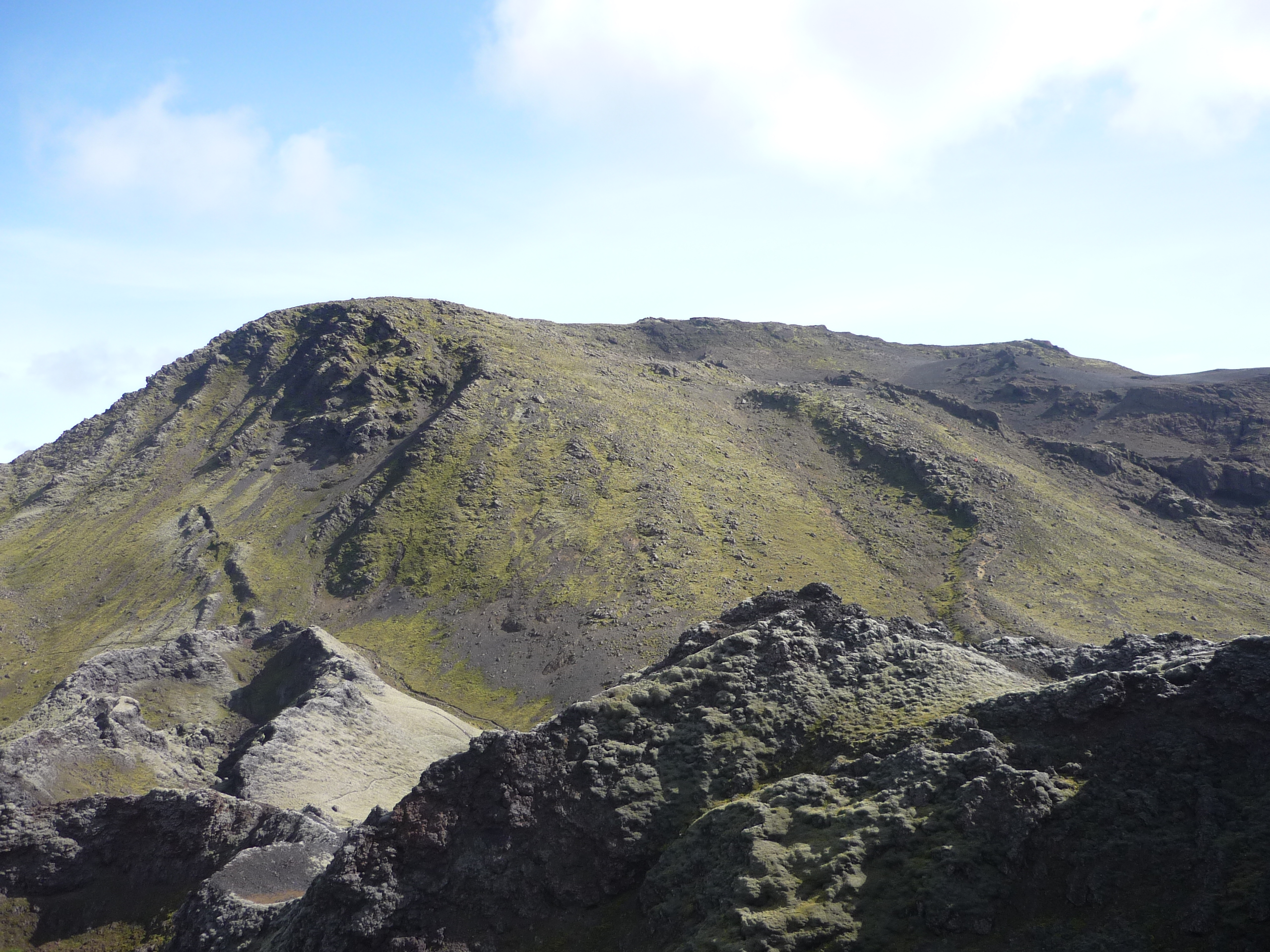
Vue des Lakagígar sur le bas des pentes du Laki dont l'édification est antérieure à l'ouverture de la fissure volcanique.

### Éruption de 1783

#### Déroulement
Le 8 juin 1783,, une fissure de 27 kilomètres de longueur soulignée par 115 cratères s'ouvre de manière explosive d'abord à cause de l'interaction entre le plancher sous-marin et la poussée de magma basaltique. Ensuite l'éruption devint moins explosive, passant d'un mode plinien à un mode strombolien puis plus tard à un mode hawaïen avec des niveaux élevés d'effusion de lave. Cet évènement est classé de niveau 4 sur l'échelle d'explosivité volcanique mais les 8 mois d'émission de gaz sulfurique provoquèrent une des plus importantes perturbations climatiques et sociales du dernier millénaire.
L'éruption, aussi connue sous le nom de Skaftáreldar (« feux de la Skaftá »), produit environ 15 km3 de lave basaltique sous la forme de coulées de soixante kilomètres de longueur qui recouvrent une surface de 565 km2, et un volume total d'ejecta de 0,91 km3 qui recouvrent une surface de 8 000 km2. Son indice d'explosivité volcanique est de 4. On estime que des fontaines de lave ont atteint des hauteurs de 800 à 1 400 mètres. Au Royaume-Uni, l'été de 1783 est connu comme l'« été de sable » à cause des pluies de cendres. Les gaz furent emportés par la convection de la colonne d'éruption à des altitudes de quinze kilomètres. Les aérosols créés provoquèrent alors un refroidissement dans tout l'hémisphère nord.
L'éruption se poursuit jusqu'au 7 février 1784 mais la majorité de la lave fut éjectée dans les cinq premiers mois. Le volcan Grímsvötn, duquel part la fissure du Laki, était aussi en éruption de 1783 au 26 mai 1785. L'épanchement de gaz, dont 8 millions de tonnes de fluor et 120 millions de tonnes de dioxyde de soufre, donne naissance à travers l'Europe à ce qui est connu sous le nom de « brouillard du Laki ». L'autre plus importante éruption des temps historiques, celle d'Eldgjá, s'était produite dans cette région (entre le Vatnajökull et le Mýrdalsjökull) au Xe siècle. La seule autre éruption répertoriée dans le Botnahraun (sv) à l'emplacement de la fissure du Laki s'était produite au Ve millénaire av. J.-C.

#### Conséquences en Islande
En Islande, l'éruption provoque la plus grande catastrophe naturelle de ce pays, la Móðuharðindin. Outre l'importante superficie noyée sous les laves, les cendres volcaniques contaminent les pâturages avec le fluor qu'elles contiennent. Une importante partie du cheptel du pays meurt d'intoxication, représentant la moitié des bovins ainsi que les trois quarts des ovins et des chevaux. Cette intoxication est provoquée par fluorose dentaire ou osseuse dues aux huit millions de tonnes de fluor contenues dans les cendres, Il s'ensuit une famine chez la population qui entraîne la mort de 9 336 personnes, soit entre 21 et 25 % de la population islandaise de l'époque, ainsi qu'un important exode.

#### Conséquences en Europe
On estime que 122 millions de tonnes de dioxyde de soufre furent émises dans l’atmosphère, l’équivalent de trois fois les émissions industrielles annuelles en Europe et l’équivalent d’une éruption comme celle du Pinatubo en 1991 tous les trois jours. L’émission de dioxyde de soufre coïncidant avec des conditions climatiques inhabituelles provoqua un épais brouillard sulfuré qui se répandit à travers l’Europe occidentale, provoquant des milliers de morts durant 1783 et l’hiver 1784.
L’été de 1783 était le plus chaud enregistré et une zone inhabituelle de haute pression au-dessus de l’Islande firent que les vents soufflaient vers le sud-est. Le nuage empoisonné dériva vers Bergen en Norvège puis descendit sur Prague le 17 juin, Berlin le 18 juin, Paris le 20 juin, Le Havre le 22 juin et le Royaume-Uni le 23 juin. Le brouillard était si épais que les bateaux restèrent au port et que le soleil fut décrit comme « couleur sang ».
L’inhalation de ces gaz sulfurés provoqua une augmentation de la mortalité. Au Royaume-Uni, les archives indiquent que le taux de mortalité doubla ou tripla au Bedfordshire, Lincolnshire et sur la côte orientale. Il a été estimé que 23 000 Britanniques moururent à cause du nuage en août et septembre 1783.
Le brouillard, chauffé par le soleil d’été, causa de violents orages avec d’importantes chutes de grêle, tuant du bétail et ce, jusqu’à l’automne. Des températures anormalement basses sont constatées, notamment par l’Américain Benjamin Franklin alors en séjour en Europe, et des couchers de soleil particulièrement rougeoyants sont observés. Ces deux phénomènes sont provoqués par les cendres et les gaz volcaniques diffusés dans l’atmosphère et qui perturbent le trajet des rayons solaires dans celle-ci. Cet hiver a là aussi un impact sur les récoltes qui entraîne à partir de 1784 des années de disette et de misère pour la population essentiellement paysanne de l’Europe. L’hiver qui suivit fut particulièrement rude, Gilbert White de Selborne dans le Hampshire rapporta 28 jours de gel continu. On estime que l’hiver extrême causa 8 000 décès supplémentaires au Royaume-Uni. Au printemps, l’Allemagne et l’Europe centrale connurent d’importantes inondations.
L’impact météorologique des éruptions du Laki se fit sentir les années suivantes avec plusieurs hivers très rigoureux en Europe. En 1783, alors que le roi de France avait encore les faveurs du peuple, le royaume fut touché par un froid polaire. L’académicien et ancien ministre Malesherbes consigne dans ses notes une situation exceptionnelle : « L’hiver de 1783-1784 était d’une rigueur épouvantable. Les églises, les ateliers, les lieux publics étaient fermés. Paris semblait désert. On ne rencontrait plus personne dans les rues. Les riches étaient réduits à brûler leurs meubles pour se chauffer. Les pauvres mouraient de froid dans leurs greniers. La charité même était impuissante : la cassette du roi était épuisée. »
À Paris, on enregistre des températures de −19 °C[réf. nécessaire] ; des blocs de glace sont présents dans la Seine à partir du 15 décembre et elle gèle pendant huit jours début février. 
La France connut une suite de situations météorologiques extrêmes avec une moisson exceptionnelle en 1785[réf. nécessaire] provoquant une chute des prix des produits agricoles et une pauvreté dans les campagnes, suivies d’épisodes de sécheresse, de mauvais hivers ou étés, dont de très violents orages de grêle en 1788 qui détruisirent les récoltes. Cela contribua significativement à la pauvreté et à la famine, l'un des principaux facteurs à l'origine de la Révolution française en 1789. L'éruption s'ajouta à d'autres causes de la décennie de perturbations climatiques, comme une intensité particulière du phénomène El Niño entre 1789 et 1793. En 1815, l'énorme éruption du Tambora en Indonésie eut des conséquences climatiques similaires.

#### Conséquences en Amérique du Nord
En Amérique du Nord, l'hiver de 1784 fut l'un des plus longs et des plus froids enregistrés. Ce fut la plus longue période de température négative en Nouvelle-Angleterre, la plus grande accumulation de neige dans le New Jersey et la plus longue période où la baie de Chesapeake fut prise dans les glaces. On put faire du patin à glace au port de Charleston, une violente tempête de neige eut lieu dans le Sud des États-Unis, le Mississippi gela à La Nouvelle-Orléans et il y eut de la glace dans le golfe du Mexique,.

#### Conséquences dans le reste du monde
Il existe aussi des preuves que l'éruption du Laki eut des conséquences au-delà de l'Europe. On constata une circulation affaiblie des moussons africaines et indiennes, conduisant à des anomalies de précipitations de 1 à 3 mm de moins que la normale par jour sur le Sahel avec parmi d'autres effets une baisse du débit du Nil.

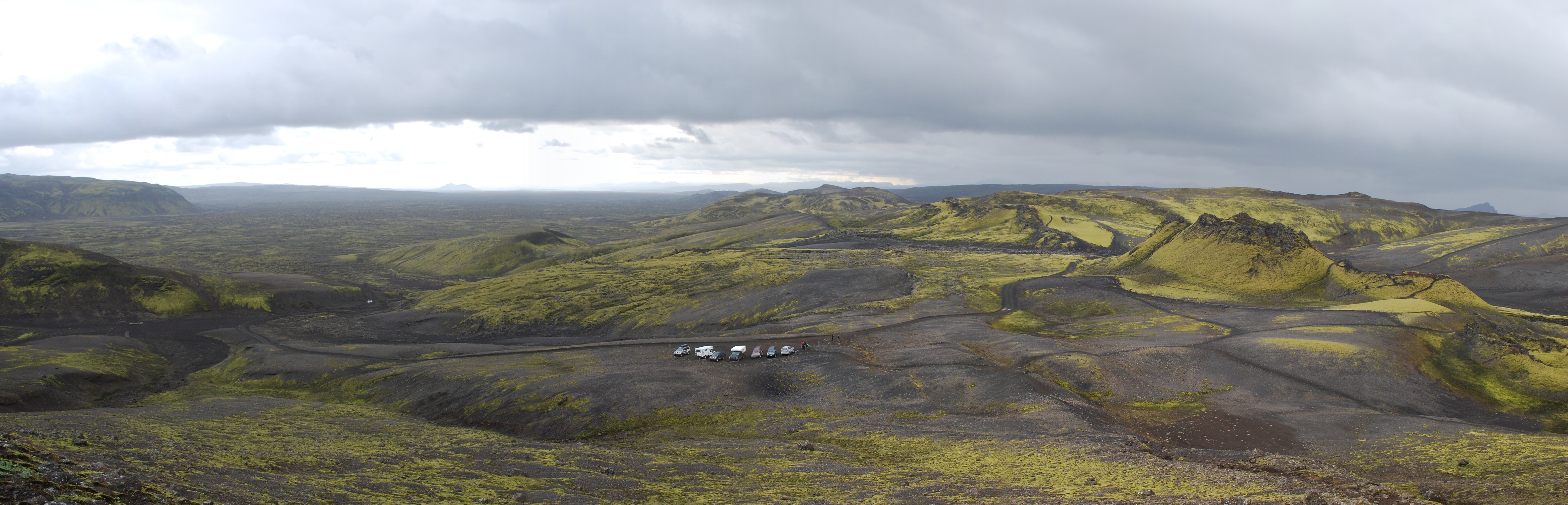
Vue panoramique de la moitié méridionale des Lakagígar depuis le Laki.